# Сунгайпенух
Сунгайпенух (индон. Sungaipenuh) — город в Индонезии, входит в состав провинции Джамби. Территория города выделена в самостоятельную административную единицу — муниципалитет.

## История
Городской муниципалитет (индон. kota) Сунгайпенух был выделен в отдельную административную единицу из состава округа Керинчи 8 ноября 2008 года.

## Географическое положение
Город находится в западной части провинции, на западе острова Суматра, в долине реки Сиулак, к северо-западу от озера Керинчи. Абсолютная высота — 986 метров над уровнем моря.

Сунгайпенух расположен на расстоянии приблизительно 245 километров к западу-юго-западу (WSW) от Джамби, административного центра провинции.

## Административное деление
Территория муниципалитета Сунгайпенух подразделяется на пять районов (kecamatan). Общая площадь муниципалитета — 391,5 км².

## Население
По данным официальной переписи 2010 года, население составляло 53 281 человек.
Динамика численности населения города по годам:
| 1990   | 2000   | 2010   | 2012   |
| ------ | ------ | ------ | ------ |
| 30 646 | 68 426 | 53 281 | 52 286 |